# میلیزا کوریوس
میلیزا کوریوس (انگلیسی: Miliza Korjus؛ ۱۸ اوت ۱۹۰۹ – ۲۶ اوت ۱۹۸۰) یک هنرپیشه، و نوازنده اهل ایالات متحده آمریکا بود.